# Provincia di Guercif
La provincia di Guercif  (in arabo إقليم جرسيف‎?), che ha una superficie di quasi 4000 km² e una popolazione di circa 200.000 abitanti, fa parte dal 2015 della regione orientale del Marocco. Il capoluogo di provincia è la città omonima.

## Posizione geografica
La provincia di Guercif confina a sud con la provincia di Boulemane, a sud-ovest con la provincia di Sefrou, a ovest con la provincia di Taza, a nord con quella di Driouch, a nord-est con la provincia di Nador e ad est con quella di Taourirt.

## Paesaggio e clima
Mentre la parte settentrionale della provincia di Guercif appartiene ancora ai contrafforti orientali dei monti del Rif, la parte meridionale è una delle propaggini del Medio Atlante. Il profilo paesaggistico è quindi collinare, con un'altezza media di circa 400 m sul livello del mare. La provincia e il suo capoluogo sono attraversati dal Moulouya, uno dei fiumi più lunghi del Marocco.
Le temperature massime giornaliere in estate raggiungono i 35-40 °C; nei mesi invernali si aggira intorno ai 15-25 °C. Di notte si raffredda - a seconda della nuvolosità - fino ad arrivare a 15-20 °C in estate e a 5-10 °C in inverno. Nei quattro mesi invernali (da novembre a febbraio) cade quasi il 90% delle precipitazioni annue, ma ci sono anche giornate, a volte anche settimane, di sole.

## Popolazione
Oltre l'80% dei residenti nella provincia è di origine berbera; molti sono emigrati dalle loro regioni d'origine tradizionali verso città di piccole e medie dimensioni solo a partire dagli anni '70. Mentre i berberi sono principalmente attivi nell'artigianato, nel commercio al dettaglio e nei trasporti, la parte della popolazione di origine araba occupa principalmente posizioni di primo piano nell'amministrazione, nelle banche, nel commercio e nell'industria; lavorano anche come avvocati, medici, ingegneri. Solo la città di Guercif è stata finora designata come comune urbano; gli altri sono ancora considerati rurali, anche se a volte hanno un carattere di piccola città.

### Suddivisione amministrativa
La provincia di Guercif è suddivisa in una municipalità e nove comuni rurali. 
- Assebbab
- Barkine
- Guercif
- Houara Oulad Raho
- Lamrija

- Mazguitam
- Oulad Bourima
- Ras Laksar
- Saka
- Taddart

## Storia
Nel primo millennio d.C. la regione era una zona di transito per gli eserciti dell'Impero romano e arabo-islamici. La regione di Taza-Guercif svolse un ruolo importante solo all'epoca del conflitto tra Almohadi e Merinidi alla fine del XIII secolo. Il sultano merinide Abu Sa'id Uthman II (1310-1331) fece circondare l'allora piccola città di Guercif con un muro di terra battuta, ma nulla è sopravvissuto. 
La provincia di Guercif è stata creata solo nel 2009, in seguito alla divisione della provincia di Taza. Fino al 2015 apparteneva alla regione di Taza-Al Hoceïma-Taounate.

## Economia
Mentre gli abitanti della regione vivevano principalmente come seminomadi (transumanti) o come agricoltori autosufficienti, dopo il miglioramento delle infrastrutture durante e dopo l'epoca coloniale francese, vengono prodotte sempre più merci per i mercati urbani. I cereali (orzo e frumento) sono coltivati principalmente sui terreni fertili, ma sono comuni anche le piantagioni di olivo. A causa dell'immigrazione e della divisione del lavoro, nelle città si sviluppa una sorta di economia propria, che assume talvolta caratteristiche europee.